# Fannia grandis
Fannia grandis är en tvåvingeart som beskrevs av Malloch 1912. Fannia grandis ingår i släktet Fannia och familjen takdansflugor.
Artens utbredningsområde är Panama. Inga underarter finns listade i Catalogue of Life.